# Orthostellung des Augenpaares

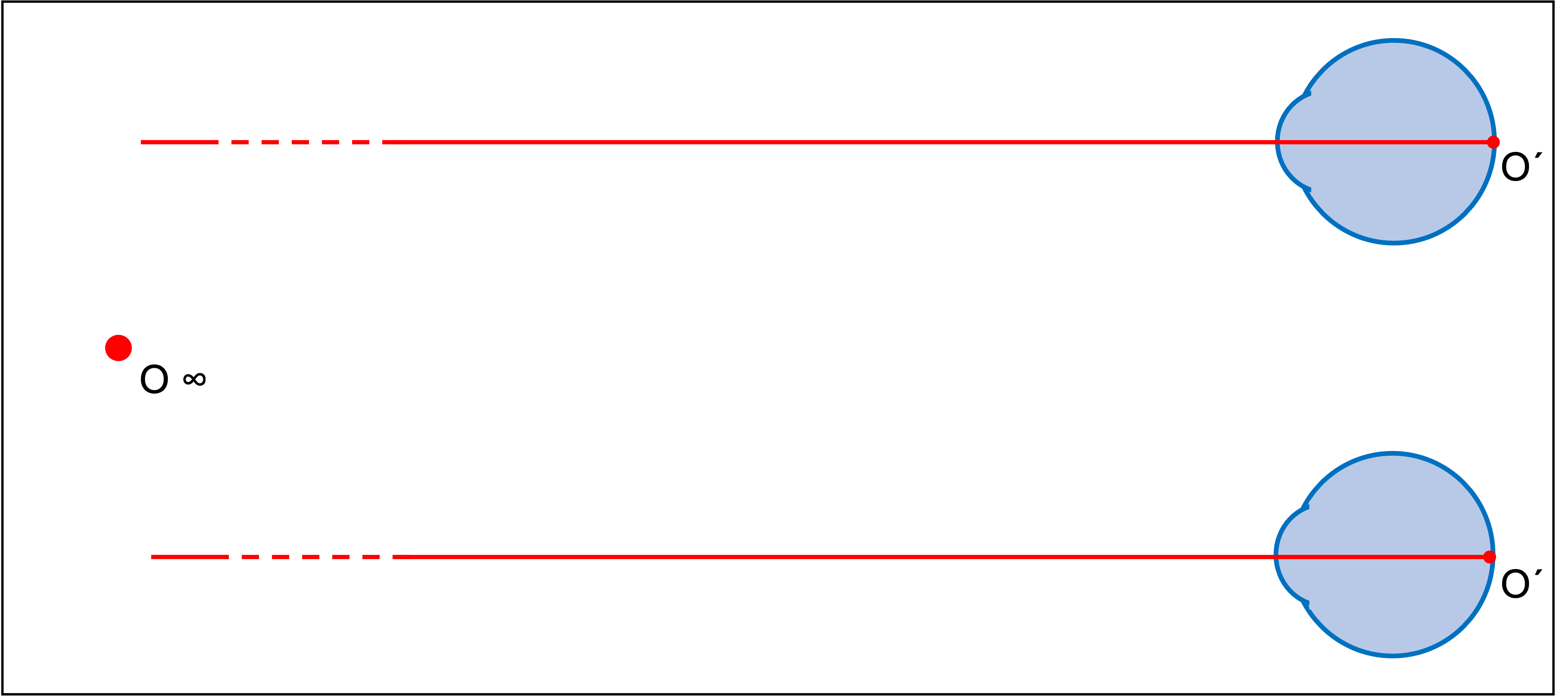
Augenpaar in Orthostellung Ferne.

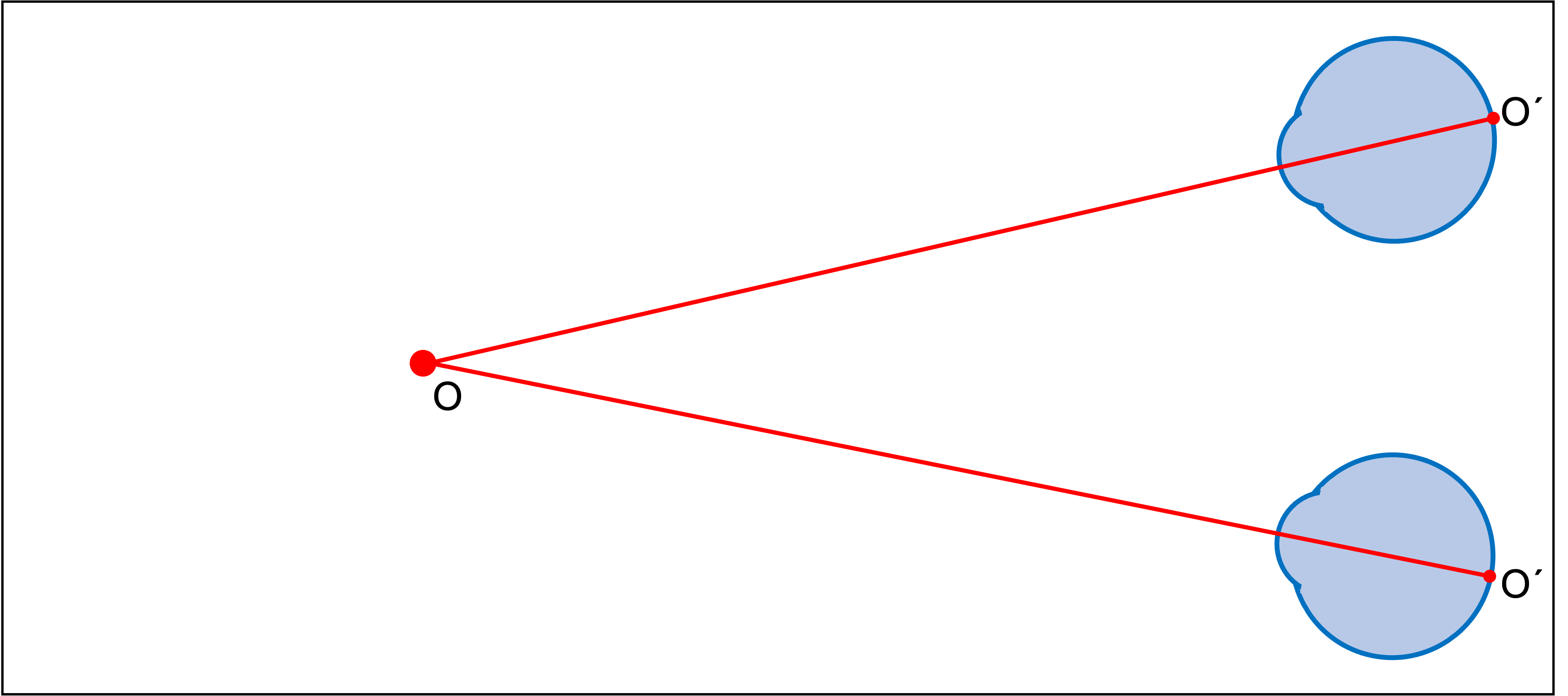
Augenpaar in Orthostellung Nähe.

Die Orthostellung eines Augenpaares ist gegeben, wenn sich die Sehachsen beider Augen im angeblickten Objektpunkt schneiden und ihre Horizontalmeridiane zueinander parallel sind. Bleiben ihre Gesichtslinien auch bei Unterbrechung des Binokularsehens auf das fixierte Objekt gerichtet, spricht man vom Idealzustand der Orthophorie, andernfalls von einer Heterophorie, die bei Beschwerdefreiheit auch als Normophorie bezeichnet wird.

## Erläuterung
Voraussetzung für diese Annahme ist eine optimale Sehentwicklung beider Augen in den ersten Lebensmonaten des Kleinkindes, alle Bereiche der Sehzentren haben sich normal entwickelt, und das Fixationszentrum befindet sich jeweils in der Mitte der Foveola des rechten und linken Auges. Es besteht also Sehen mit bizentraler, auch bifoveolarer Fixation. Liegt ein Objektpunkt in der Ferne (in der Optometrie und Strabologie zur Durchführung bestimmter Untersuchungen eine Entfernung von mindestens 5 Metern, korrekterweise in unendlicher Entfernung), dann stehen beide Sehachsen zueinander parallel. Befindet sich ein Objektpunkt in der Nähe, dann muss das Augenpaar konvergieren, damit sich die Sehachsen im Objektpunkt schneiden.